# 261936 Liulin
261936 Liulin este o planetă minoră (asteroid) din centura de asteroizi. A fost descoperită pe 19 iulie 2006 la Lulin Observatory⁠(d) de Ye Quanzhi⁠(d) și a fost numită după Liu Lin⁠(d). 
Obiectul prezintă o orbită caracterizată de o semiaxă mare de 2,5509946777103 UAi, o excentricitate de 0,09, o înclinație de 2,7 ° în raport cu ecliptica.